# Parklet

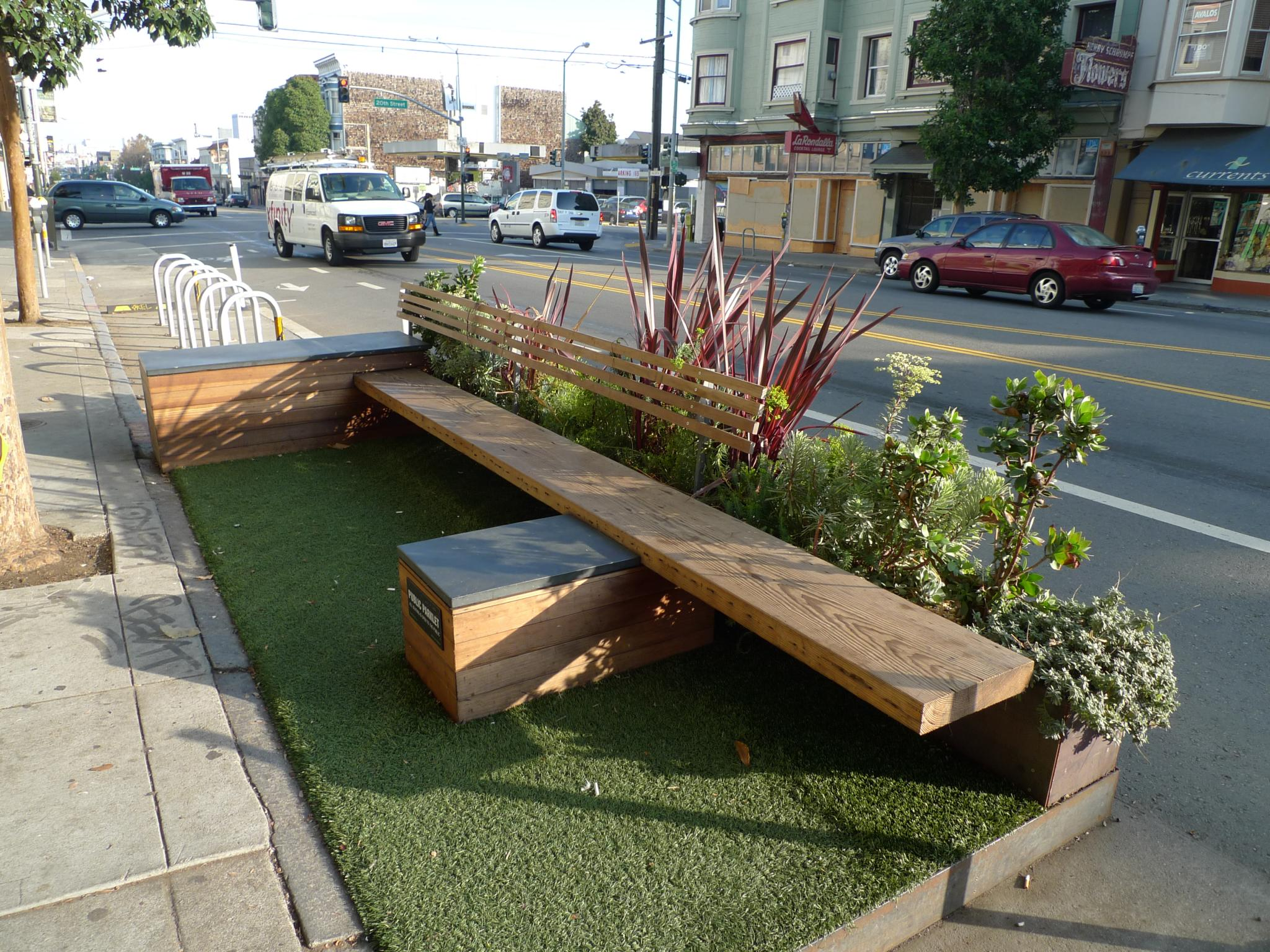
Um parklet em São Francisco (EUA), cidade onde surgiram os primeiros espaços desse tipo.

Parklets são áreas contíguas às calçadas, onde são construídas estruturas a fim de criar espaços de lazer e convívio onde anteriormente havia vagas de estacionamento de carros. Os primeiros parklets foram construídos em San Francisco, buscando-se criar ambientes mais amigáveis para pedestres e ciclistas.